# Ordem dos Advogados de Cabo Verde
A Ordem dos Advogados de Cabo Verde é a associação pública representativa dos licenciados em direito que, em conformidade com o  Estatuto da Ordem dos Advogados de Cabo Verde  e com as demais disposições legais aplicáveis, exercem profissionalmente a advocacia em Cabo Verde.

## História
Foi criada em 4 de dezembro de 2000, pelo Decreto-Lei nº 51/2000,  O mesmo Decreto-Lei extinguiu o Instituto do Patrocínio e Assistência Judiciários (IPAJ) - que a precedeu - e criou uma Comissão Instaladora, composta por seis membros designados pela Ministra da Justiça – ouvidos os advogados - para, no prazo de cento e vinte dias, realizar as primeiras eleições para os órgãos da ORDEM, como resulta do despacho da Ministra da Justiça, de 12 de Janeiro de 2001, publicado no BO I Série, nº 3 de 29 de Janeiro. As primeiras eleições tiveram lugar no dia 30 de Abril de 2001, com uma lista única encabeçada pela Dra. Lígia Arcângela Lubrino Dias Fonseca que foi eleita a primeira Bastonária e tomou posse no dia 19 de Maio de 2001. 